# Serradifalco
Serradifalco település Olaszországban, Szicília régióban, Caltanissetta megyében. Lakosainak száma 5493 fő (2023. január 1.). Serradifalco Caltanissetta, Canicattì, Montedoro, Mussomeli és San Cataldo községekkel határos.

## Népesség
A település lakossága az elmúlt években az alábbi módon változott:
| Lakosok száma | 6043 | 5959 | 5493 |
|               | 2017 | 2018 | 2023 |